# V.I.S.A. Présente
V.I.S.A. Présente fue un compilado en vivo lanzado en 1984 por las discográficas Bondage Records y V.I.S.A.. Este lanzamiento está integrado por algunos de los grupos más experimentales de la escena alternativa europea.
Una de las bandas más importantes en este trabajo fue KUKL, grupo islandés liderado por la vocalista Björk Guðmundsdóttir y el segundo vocalista y trompetista Einar Örn Benediktsson.
Otras bandas de considerable importancia son Rubella Ballet, Lucrate Milk, entre otras.